# 十日の菊
『十日の菊』（とおかのきく）は、三島由紀夫の戯曲。全3幕30場から成る。二・二六事件を、命を狙われた側から描いた悲喜劇である。クーデターで難を逃れ命拾いした大蔵大臣と、命を張って主君を助けた忠心の女中との16年後の再会から、人間の性格と運命との関わり合いを描いている。作中では実際の事件を「十・一三事件」に変え、ヒロイン「菊」の名は、主君への一般的忠節を表しているが、すでにその菊（忠節）は、9月9日の重陽の佳節をすぎて廃物となった「十日の菊」と化していることを寓意させている。第13回（1961年度）読売文学賞（戯曲部門）を受賞。

## 発表経過
1961年（昭和36年）、『文學界』12月号に掲載され、初演はその号の発売直後の11月29日に文学座により第一生命ホールで上演された。単行本は、翌年1962年（昭和37年）3月20日に新潮社より刊行の『三島由紀夫戯曲全集』に初収録されたのち、1966年（昭和41年）6月30日に河出書房新社より刊行の作品集『英霊の聲』に、二・二六事件三部作（英霊の聲、憂国、十日の菊）の一つとして収められた。

## 設定・構成
『十日の菊』の背景となるクーデターは二・二六事件を変造し、10月13日に「十・一三事件」が起こったという設定で、1936年（昭和11年）の過去から、現在に結ぶ時点を1952年（昭和27年）に設定している。
これは作中では物語られていないが、昭和27年が正月から日共が暴力化し、2月には植民地闘争のデモ、4月には岸信介らの最後の追放解除があり、同時に日米平和条約が発効し、5月1日は血のメーデーがあった年で、いろいろな意味で〈戦後に一つの時期を劃した年〉であるからと三島は語っている。
また、登場人物の名前の、〈奥山菊〉〈森重臣〉には、昔なつかしい家族合わせ的な命名法を用いているとし、以下のように三島は説明している。

## 主題
三島は『十日の菊』の最後の幕切れでヒロイン・菊の〈性格と運命〉が一致するとし、これを、〈喜劇と見ることも悲劇と見ることも観客本位の全くの自由である〉としている。
また、〈体を張つた女の助けと、その息子の犠牲〉により、まんまと難を逃れた森大臣については、〈生ける屍として、魂の荒廃そのものを餌にして生きてゐる〉とし、それが作中のサボテンの寓意となっていると解説しながら、そうして生き延びた人間の〈喜劇的悲惨と、その記憶の中にくりかへしあらはれる至高の栄光の瞬間〉との対比を描きたかったとし、菊については以下のように述べている。

## あらすじ
第1幕 - 1952年（昭和27年）10月13日夜
元大蔵大臣の森重臣は69歳。16年前の1936年（昭和11年）の今日、青年将校たちが企てたクーデターで殺されるはずだったが、女中頭の奥山菊（当時38歳）の助けによって命拾いし生きながらえていた。菊はその事件以来、大金を渡されて田舎へ帰された。森は命を狙われた昔の栄光を述懐しながら、29歳の娘・豊子とサボテンの温室で話していた。そのとき、森の姉妹たちがあわてながら、女中・菊が森邸の昔のボーイ長・垣見と一緒に歩いているところを街で見かけたと知らせた。垣見は60歳で、毎年10月13日の事件の記念に森邸に挨拶に来るのが習わしとなっていた。
垣見が菊を伴って森邸にやって来た。菊は54歳となっていた。16年ぶりにやって来たのは、死んだ息子の墓参りの時に息子の声が聞えたからだという。夫に早く死なれた菊は、息子・正一と母子2人の身であった。兵隊にとられた正一は、森の命を狙う聯隊に入った。事件のおこる1週間前、正一はこっそり母に、森が命を狙われていることを教え、「このことを森さんには知らせないで、命を救う工夫をして下さい」と告げていたのだった。
正妻が入院中の森から、側妾にならないかと前々から誘われていた菊は決心をし、10月13日の事件の夜に森に抱かれた。そして、将校たちが邸になだれ込んで来た時、森をすばやく抜け穴から逃がしてやったのだった。1人寝室に素っ裸で横たわったまま、菊は兵隊たちの罵詈雑言や唾を吐きかけられながら耐えた。しかしその兵隊たちの中に正一がいたのだった。悲しげな顔で母を見た正一は、前の兵隊に倣って唾を吐きかけ去って行った。そして正一は翌日に自殺した。主人を助けた菊のことは新聞には載らなかった。
森の姉妹の里枝、房子たちは、菊がやって来た理由を、金銭か森の後妻になるつもりだろうかなどと勘ぐっていた。森の娘・豊子は、歴史を書き直し、菊の味方に立とうと言ったが、森は、「歴史を書き直すことなんかできやせんのだ」と居直った。
第2幕 - 翌日の10月14日。
菊は朝食の時、皆さんは旦那様を国賊と思いますかと森の姉妹らに尋ねてみた。彼女らは、お兄様は国賊なんて威勢のいい柄じゃない、英雄なんかになる柄じゃないなどと言った。菊は自分の行為が間違いだったのではないかと思っていたのだった。そして菊は、自分の味わった悲しみの万分の一でも森に味わってもらいたかったのだった。
森の息子・重高は戦争中、戦犯の罪を部下に全部身代わりにさせて、自分は生き残っていた女々しく狡い男だった。だがそれ以来、罪の意識に苛まれていて、自殺をしたいと菊に訴えた。一方、森の妹たちはそれぞれの思惑で、森の後妻になりそうな菊にすり寄り、財産狙いのために他の姉妹を追い出してくれとそれぞれが頼んだ。森は、「十・一三事件」の取材にやって来た記者にサボテンの話ばかりし、真面目に応じない態度だった。豊子は菊に、どっかから機関銃を持ってきて、この腐ったどうしようもない家族を片っ端から殺してくれと言い出した。
第3幕 - 10月14日の夕刻。
森の部屋に呼び出された菊。森は、「お前はこの家に何を狙ってやって来たんだね」と直接尋ねた。菊は、「旦那様がこの世で一等愛しているものを探しに来た」と言い、それをぶち壊そうとしていることを認めた。そしてサボテンを愛していると言う森に対して、逃げ口上だと食い下がる。
菊は、大事な息子を失ってまで森を助けたのは間違いで、意志に反した不器用な行為だったと考えていたが、そんな菊に対し森は、「お前がわしを助けたのは、つまりわしを愛していたからだ」と言いはじめた。そして、女中頭の忠義だったと反論する菊に、それはわしのサボテンの逃げ口上と同じ、お前の逃げ口上だと理屈的な問答を始め、今こそ2人が裸の人間、ただの男と女になるべきだと言った。
すると菊は、あなたの注文どおり、私があなたを愛していたということになるとしたら、あなたは私のためにどんな礼を下さいますかと問い返す。森は、わしの本心という礼をやろう、お前が永年探しあぐねていたわしが一等愛しがっているものという切札をやろうと言い、「それは、菊、他ならぬお前だよ」と諭した。
そして、事件の只中に暗い抜け穴から逃げ出しているときに心残りだったのは、ついに見られなかったのはお前の輝かしい裸、100年に1度とないほどの歴史の光りに照らしだされたお前の裸が、倒れた記念碑のように横たわっている姿だと言った。兵隊たちに罵られ、ますます誉れを高めたその美しい裸は、わしの栄光の具体的なあらわれだったのだと言った。
近所の愚連隊らがコソ泥しようと、森邸の抜け穴から侵入して豊子の部屋に来た。豊子は愚連隊に自分も入れてくれなどと言い、その手始めに彼らに抱かれそうになっていた。物音に気づき、愚連隊から豊子を救った菊は、16年前のように一家から再び感謝された。そこへ元ボーイの垣見が、重高が首吊り自殺したことを告げに来た。
森は、あいつが自分を救うには、これが唯一の道だったのかもしれんと言い、父親なのに涙も流れず乾いた棘だらけの冷たい自分を嘆いた。そんな森を見て菊ははじめて同情の気持を示す。しかし重高の部屋から戻った豊子は菊に向かい、「まだそこにいるの？早く出ていって」と言った。昼間まで菊の味方だった豊子は態度を変え、菊のことを、「余計な人助けの手を出して、恩を売ろうとする人間」だと罵倒した。
この家族の中で一人だけ好きだった豊子になじられてがっくりしている菊に、垣見が、こんな恩知らずな家のことを忘れて2人で一緒に暮らそうよと切り出した。しかし菊は、今こそ、この家で私が必要とされている気がすると答え、「一度お助けしたら、どこまでもお助けするのが、私の気性なんですの」と言う。

## 作品評価・研究
『十日の菊』発表当時の反応はほぼ好意的なものが多く、読売文学賞（戯曲部門）も受賞しているが、第3幕の展開に疑問を呈する声もある。評価のわりには本格的な論究は少ない作品である。
江藤淳は、「登場人物の固定観念のズレのおかしさ」の表出によった「まことに小味に気の利いたファルス」だと評し、平野謙も、「知的な回転速度といくえにも逆転するその喜劇性」の高さを高評している。
堂本正樹は、最後の第3幕で、菊が森家に留まろうとする意味が不明瞭に見えることや、愚連隊が乱入することに対して辛い評価をしている。松尾瞭は、戦後社会への鋭い批判が込められているとし、「すぐれて知的な高度な作品」だと評している。
倉橋健は、喜劇性と悲劇性の巧妙な交錯を評価しつつも、舞台では悲劇性が表れがちであることを指摘し、「喜劇性の演出において、もう一息のアクセント」を要求している。また主題については、「森家を宮廷におきかえ、菊の行動のなかに皇室に対する戦後の国民の反応の推移のアイロニイを見ればよい」と解説している。
柴田勝二は、『十日の菊』を、二・二六事件よりも、「戦後日本への意識」の方に視角が当てられている作品だとし、森重臣が〈天皇〉の比喩として位置づけられるとし、その森が〈生ける屍として、魂の荒廃そのものを餌にして〉、〈生きのび〉ている存在として描かれている点を鑑みて、同じように「空虚を抱えて〈生きのび〉た人物」が描かれた『朱雀家の滅亡』との比較研究が今後重要であると考察している。
石原慎太郎は、昭和39年3月に行われた三島由紀夫との対談の中で、「『十日の菊』の兵隊の生き残りがいるでしょう、むすこが。あそこなんか…。ぼくは三島さんの芝居の中で、あれ、いちばんうそだと思うんですよ。」と述べている。それに対し三島は、「うそだね。」と返し、「あれ、おれのいちばん信じていない人物だね。あれ、もっと戯画化すればよかったんです。なまじシリアスに書いたので、なおおかしい。」と述べている。

## 舞台公演
- 文学座創立25年記念公演
  - 1961年（昭和36年）11月29日- 12月17日 東京・第一生命ホール、12月20日 名古屋・愛知文化講堂、

12月21日 京都・弥栄会館、12月22日 - 24日 大阪・毎日ホール
  - 演出：松浦竹夫。装置：伊藤熹朔。照明：穴沢喜美男。音楽：若杉弘。効果：秦和夫。舞台監督：鈴木邦男。公演責任者：戌井市郎
  - 出演：杉村春子、中村伸郎、有馬昌彦、岸田今日子、北城真記子、荒木道子、三津田健、ほか
- 劇団創作舞台第5回公演
  - 1968年（昭和43年）7月13日- 14日 横須賀市文化会館大ホール

## おもな収録刊行本

### 単行本
- 『英霊の聲』（河出書房新社、1966年6月30日）
  - 装幀：榛地和。布装。赤色帯。貼函。
  - 収録作品：「英霊の聲」「憂國」「十日の菊」「二・二六事件と私」
  - 帯（裏）に「二・二六事件と私」より抜粋された「三つの作品の意図」と題する文章。
- 『英霊の聲』（河出文芸選書、1976年2月15日）
  - カバー装幀：横山宏輔。紙装。橙色帯。
  - 収録作品：初刊と同一内容。
  - 付録・月報として、書評：山崎正和、日沼倫太郎。文芸時評：山本健吉
  - 口絵写真1頁1葉（著者肖像写真。撮影：細江英公）
- 文庫版『英霊の聲 オリジナル版』（河出文庫、2005年10月5日）
  - カバーデザイン：榛地和。カバー装画：粟津潔。カバーフォーマット：佐々木暁
  - 解説：藤田三男「『英霊の聲』の声」
  - 収録作品：初刊と同一内容。

### 全集
- 『三島由紀夫全集22（戯曲III）』（新潮社、1975年3月25日）
  - 装幀：杉山寧。四六判。背革紙継ぎ装。貼函。
  - 月報：中村真一郎「三島君の回想」。《評伝・三島由紀夫 23》佐伯彰一「伝記と評伝（その14）」。《同時代評から 23》虫明亜呂無「三島由紀夫のドラマツルギー」
  - 収録作品：「朝の躑躅」「薔薇と海賊」「むすめごのみ帯取池」「熊野」「女は占領されない」「熱帯樹」「弱法師」「十日の菊」「黒蜥蜴」
  - ※ 同一内容で豪華限定版（装幀：杉山寧。総革装。天金。緑革貼函。段ボール夫婦外函。A5変型版。本文2色刷）が1,000部あり。
- 『三島由紀夫戯曲全集 下巻』（新潮社、1990年9月10日）
  - 四六判。2段組。布装。セット機械函。
  - 収録作品：「熊野」「女は占領されない」「熱帯樹」「プロゼルピーナ」「弱法師」「十日の菊」「黒蜥蜴」「源氏供養」「喜びの琴」「美濃子」「恋の帆影」「聖セバスチャンの殉教」「サド侯爵夫人」「憂国」「アラビアン・ナイト」「朱雀家の滅亡」「ミランダ」「わが友ヒットラー」「癩王のテラス」「椿説弓張月」「文楽 椿説弓張月」「附子」「LONG AFTER LOVE」〔初演一覧〕
  - ※ 上巻と2冊組での刊行。
- 『決定版 三島由紀夫全集23巻 戯曲3』（新潮社、2002年10月10日）
  - 装幀：新潮社装幀室。装画：柄澤齊。四六判。貼函。布クロス装。丸背。箔押し2色。
  - 月報：宮内勝典「混成化する世界へ」、松山俊太郎「『豊饒の海』なる書名の意義」、〔天球儀としての劇場3〕田中美代子「家族異変」
  - 収録作品：「道成寺」「朝の躑躅」「薔薇と海賊」「舞踏台本 橋づくし」「むすめごのみ帯取池」「熊野」「女は占領されない」「熱帯樹」「弱法師」「十日の菊」「黒蜥蜴」「源氏供養」「『熱帯樹』創作ノート」「『黒蜥蜴』創作ノート」